# Hippocrepis glauca
Hippocrepis glauca är en ärtväxtart som beskrevs av Michele Tenore. Hippocrepis glauca ingår i släktet hästskoklövrar, och familjen ärtväxter. Inga underarter finns listade i Catalogue of Life.